# Buterud

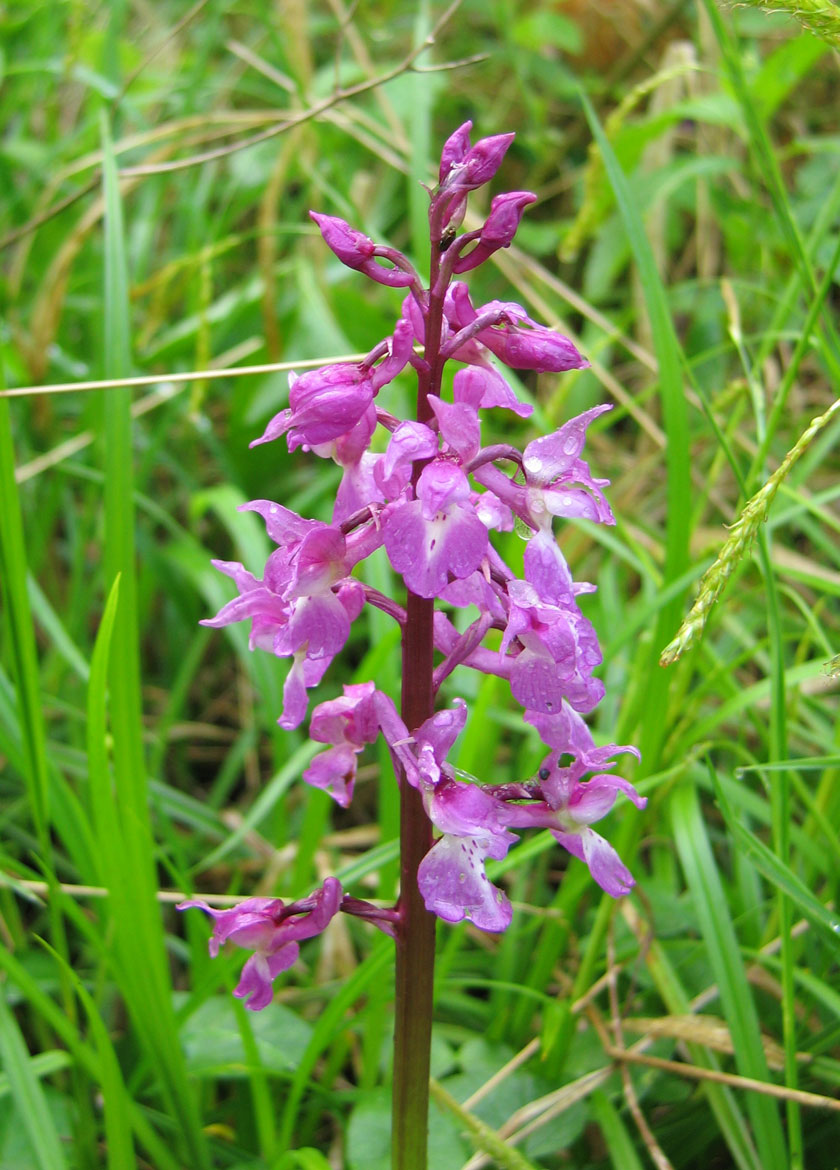
Sankt Pers nycklar

Buterud är ett naturreservat i Bengtsfors och Melleruds kommuner i Dalsland.
Från området har man en god utsikt över sjön Åklång och Dalslands kanal. Här finns rik förekomst av idegran i lövrika skogar. Den sällsynta ärtvickern förekommer här liksom orkidéer som Sankt Pers nycklar och tvåblad.
Spillkråka och mindre hackspett förekommer liksom gråspetten. Även vitryggig hackspett har periodvis häckat här.
Reservatet omfattar 141 hektar och är skyddat sedan 2008. En del av området ingår i EU:s ekologiska nätverk av skyddade områden, Natura 2000. Området är kuperat och långsträckt och nås bäst med kanot eller via en stig från Håverud. Då kommer man dessutom att passera Ramslökedalens naturreservat.